# Emån (västra)
Emån (västra) este o arie protejată (arie specială de conservare — SAC, sit de importanță comunitară — SCI) din Suedia întinsă pe o suprafață de 186,5 ha, integral pe uscat.

## Localizare
Centrul sitului Emån (västra) este situat la coordonatele 57°26′06″N 15°13′59″E / 57.4351°N 15.233°E.

## Înființare
Situl Emån (västra) a fost declarat sit de importanță comunitară în decembrie 1998 pentru a proteja 3 specii de animale. Situl a fost protejat și ca arie specială de conservare în martie 2011.

## Biodiversitate
Situată în ecoregiunea boreală, aria protejată conține 2 habitate naturale: Râuri naturale fino-scandinave, Cursuri de apă de la nivel de câmpie la nivel montan, cu vegetație Ranunculion fluitantis și Callitricho-Batrachion.
La baza desemnării sitului se află mai multe specii protejate:
- mamifere (1): vidră de râu (Lutra lutra)
- nevertebrate (2): Margaritifera margaritifera, Unio crassus